# Новые Заиканы
Новые Заиканы (рум. Zăicanii Noi, Зэиканий Ной) — село в Теленештском районе Молдавии. Наряду с сёлами Ратуш, Мындра, Новые Саратены и Заиканы входит в состав коммуны Ратуш.

## География
Село расположено на высоте 119 метров над уровнем моря.

## Население
По данным переписи населения 2004 года, в селе Зэиканий Ной проживает 163 человека (80 мужчин, 83 женщины).
Этнический состав села:
| Национальность | Число жителей | Процентный состав |
| -------------- | ------------- | ----------------- |
| молдаване      | 161           | 98.77             |
| украинцы       | 2             | 1.23              |
| Всего          | 163           | 100%              |